# Los Escullos

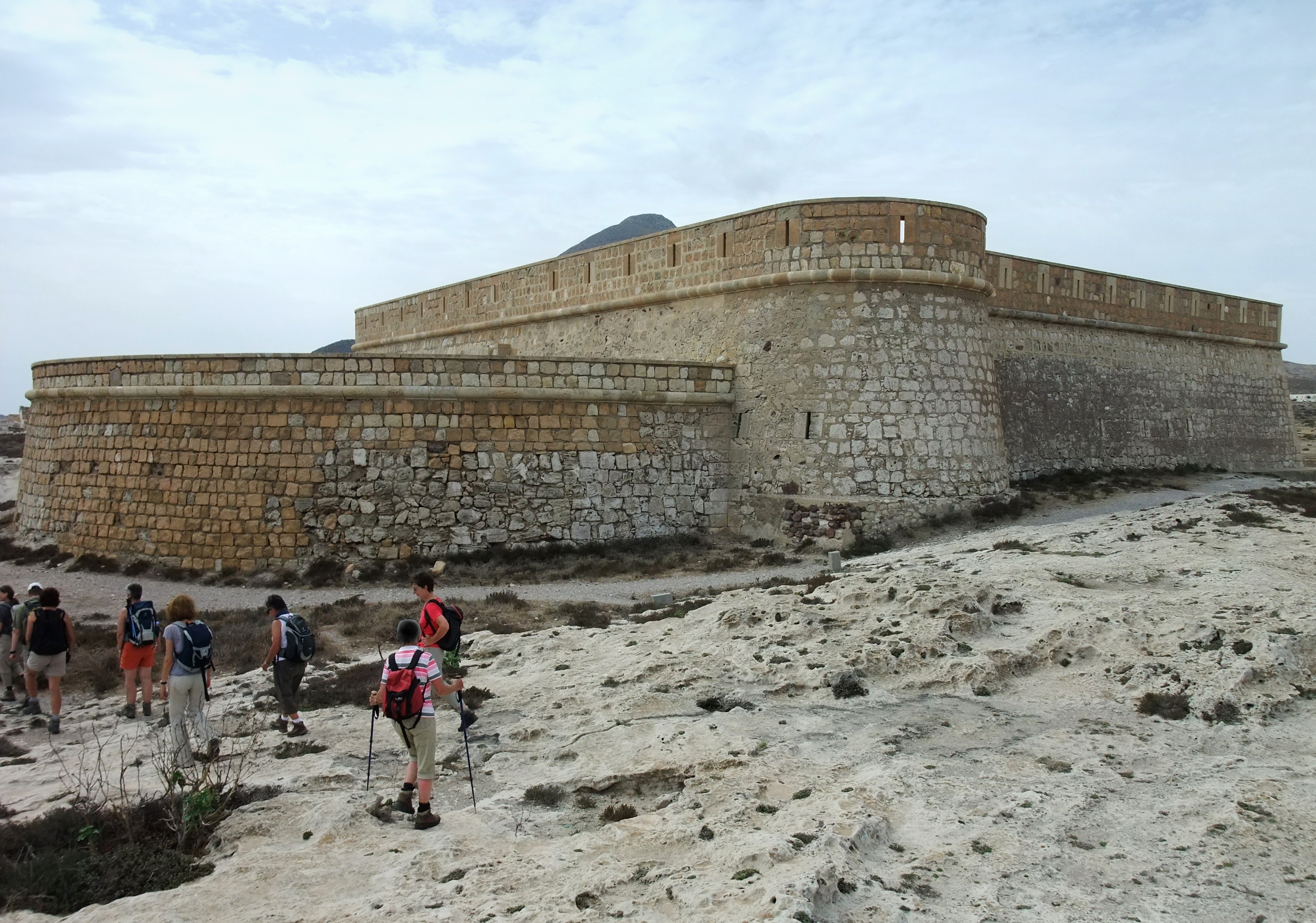
Festung San Felipe bei Los Escullos

Los Escullos ist ein kleines Fischerdorf in der Gemeinde Níjar in der spanischen Provinz Almería im südlichen Andalusien. Der Ort liegt im Naturpark Cabo de Gata-Níjar an der Südostküste Spaniens und hatte im Jahr 2008 62 Einwohner.
In unmittelbarer Nähe liegt auf einer Anhöhe Castillo de San Felipe, eine heute restaurierte Anlage für den Küstenschutz aus dem 18. Jahrhundert. Karl III. von Spanien befahl 1771 den Bau dieser Befestigung, die aus einer Geschützbatterie, einem Innenhof mit Kaserne, einer Kapelle, dem äußeren Schutzwall und einer Barbakane vor dem Tor bestand. Das Kastell gehörte zu einer Reihe von Befestigungen zwischen Almería und Málaga und war mit einem Offizier, 3 Unteroffizieren und 20 Soldaten besetzt. Im Krieg gegen Frankreich unter Napoleon (1807–1814) wurde die Festung entwaffnet. In der Mitte des 19. Jahrhunderts diente das Bauwerk als Stützpunkt für den spanischen Küstenschutz. Im 20. Jahrhundert war die Festung lange Zeit unbewohnt, wurde im Jahr 1991 restauriert und am 22. Juni 1993 zum spanischen Kulturerbe erklärt. Die Besichtigung ist kostenlos.